# Річард, 3-й герцог Йоркський
Річард Йоркський (21 вересня 1411 — 30 грудня 1460) — англійський аристократ, 3-й герцог Йоркський, 4-й граф Кембридж, 6-й граф Марч, 7-й граф Ольстер.

## Життєпис

### Молоді роки
Походив з впливової аристократичної родини Йорків, побічної лінії королівської династії Плантагенетів. Народився у родині Річарда, графа Кембриджу, та Ганни Мортімер. Вже у 1415 році за організацію змови проти короля Генріха V було страчено Річарда Кембриджа. Через деякий час молодий Річард успадкував титул графа Кембриджа. Втім фактично розпоряджався його майном опікун Річарда — Ральф Невілл, герцог Вестермонленд, вірний прихильник династії Ланкастерів.
Після смерті у 1425 році свого дядька Едмунда Мортімера Річард також став претендувати на володіння свого родича — графства Марч та Ольстер. Після деякого коливання (з огляду на ворожі стосунки між Йорками та Ланкастерами) регентська рада при королі Генріху VI все ж таки дала згоду на отримання цього спадка.
Значний проміжок часу Річард залишався вірним королю. Брав участь у коронаціях 1429 (як короля Англії) та 1431 років (як короля Франції). У 1432 році успадкував герцогство Йоркське, а також звільнився від опікунства, його було визнано повноцінним володорем Йорка, Кембриджа, Марча, Ольстера. Ще раніше зміцнив своє становище, уклавши шлюб з представницею родини Невілл.

### Військова кар'єра
У 1436 році, після смерті Джона Ланкастера, герцога Бедфорда, Річарда Йоркського було призначено лейтенантом короля у Франції. Проте деякий час не зміг стримати наступ французьких військ, які звільнили значну частину північної Франції. Зрештою Річарду Йоркському вдалося закріпитися у Нормандії. Втім ситуація погіршувалася за відсутності суттєвої допомоги від англійського короля. Тому у 1439 році Річард повертається до Англії. Проте адміністрація короля на чолі з єпископом Генріхом Бофором, побоюючись впливу Йорка, домоглася не включення того у королівську раду.
У 1440 році повертається до Франції з більш розширеними повноваженням, які насправді виявилися фіктивними — того ж року до Гасконі було спрямовано Джона Бофора, герцога Сомерсета, фактично як самостійного губернатора. Таким чином, поноваження Річарда Йоркського розмивалися. Конфлікти між Йорком та Бофором не давали англійцям ефективно протидіяти наступу французів. Тому Йорк більш покладався на перемовини.
У 1445 році повертається до Англії. Тут Річард Йоркський намагався протидіяти політиці поступок по відношенню до Франції. Тому, щоб віддалити від королівського двору, у 1448 році Річарда було призначено губернатором Ірландії. На цій посаді він залишався до 1450 року.

### Боротьба за владу
У 1450 році виникла криза внаслідок вбивства єпископа Адама Молейнса та імпічмента Вільяма Саффолка, прихильників Ланкастерів. Водночас у Кенті вибухнуло повстання Джека Кеда проти корупції королівської адміністрації. Повстанці захопили Лондон. Це повстання незабаром було придушено, але король вимушений був скликати парламент. Під час його засідання прихильники Річарда Йорка намагалися домогтися від парламенту визнати Йорка спадкоємцем трону. Ці спроби завершилися у 1452 році завершилися арештом Річарда Йорка, якого тримали у Тауері до 1453 року. В цей час Річард став йменувати себе Плантагенетом, підкреслюючи свою спорідненість з королівською династією Плантагенетів.
У 1453 році стався перший психічний зрив короля Генріха VI. Тому Річарда Йоркського було призначено лордом-протектором. на цій посаді він залишався до 1454 року, коли король відновився. Після цього Річард Йорк повернувся у свої володіння, готуючись до продовження боротьби при цьому знову стає губернатором Ірландії.
У 1455 році Йорк з'єднався з Річардом Воріком й рушив на південь Англії. 22 травня відбулася Перша битва при Сен-Олбансі з Ланкастерами, яка поклала початок Війни Червоної і Білої троянд. Тут перемогу здобув Йорк. Проте Ланкастери зберегли контроль над урядом. Річард Йорк повернувся до Ірландії. Звідси почав нову військову кампанію — у 1459 році висадився в Англії. 23 вересня прихильники Йорка здобули перемогу при Блор Хіт, але вже 12 жовтня Йорк та граф Ворік зазнали поразки при Ладфорд Бріджі. Тому Річард Йоркський знову повернувся до Ірландії.
У 1460 році розпочалася нова військова кампанія — 10 липня граф Ворік здобув перемогу при Нортгемптоні й згодом захопив Лондон. Незабаром сюди прибув Річард Йорк, який вимагав від парламенту визнати себе королем, але отримав відсіч. Йорка було визнано лише спадкоємцем трону.
В цей час Ланкастери зібрали війська на півночі й рушили до Лондона. 30 грудня відбулася їх битва проти війська Річарда Йорка, який зазнав поразки й загинув у битві при Вейкфілді.

## Родина
Дружина — Сесіл Невілл
Діти:
- Джон (1438)
- Ганна (1439–1476), герцогиня Ексетер
- Генріх (1441)
- Едуард (1442–1483), король Англії з 1461 до 1470, з 1471 до 1483 року.
- Едмунд (1443–1460), граф Ратленд
- Єлизавета (1444–1503), герцогиня Саффолк.
- Маргарита (1446–1503), дружина Карла, герцога Бургундського
- Вільгельм (1447).
- Джон (1448).
- Джордж (1449–1478), герцог Кларенс
- Річард (1452–1485), король Англії з 1483 до 1485 року
- Урсула (1455)